# Таписерија из Бајеа
Таписерија или Платно из Бајеа (фр. Tapisserie de Bayeux) извезено платно ширине 50 cm, и дужине 70 метара, које осликава сцене из битке код Хејстингса 1066, натписима на латинском језику. Тренутно је платно изложено у специјалном музеју Краљице Матилде, у мјесту Баје, у Француској, заштићено од могућих оштећења од свјетла и ваздуха.
На платну је у 72 сцене нацртано 1512 фигура од којих:
- 623 људи,
- 55 паса,
- 202 коња,
- 41 брод,
- 49 стабала,
- око 2000 латинских ријечи,
- преко 500 митских бића и
- све у 8 боја.

## Историја
Најранији записи о овом платну потичу из пописа инвентара катедрале у Бајеу, а само поријекло платна је и данас предмет шпекулација и контроверзи. У Француској, се вјерује да је платно наручила (а можда и учествовала у његовом везању, заједно са својим дворским дамама) Матилда Фландријска, супруга Вилијама I, па се ово платно често зове и „Платно краљице Матилде“ (La Tapisserie de la Reine Mathilde). Међутим, озбиљнијом историјском анализом дошло се до закључка да је платно наручио полубрат Вилијама Освајача, Одо, који је био и бискуп Бајеа. Овој тези иду у прилог три чињенице:
- три бискупова сљедбеника се појављују на платну,
- платно је нађено у катедрали из Бајеа, коју је саградио сам Одо и
- наручена је у исто вријеме када је почела конструкција катедрале, и завршена 1077, тачно на освјештање катедрале.

Ако се претпостави да је Одо наручио платно, онда је исто било највјероватније везено у Енглеској, пошто је Одово сједиште било у Кенту. Такође, латински текстови, на платну, садрже многе англо-саксонске идиоме, а и сви постојећи везови из истог периода, из Енглеске имају исти вез, као и боје. Како су највјештије везиље тог доба, били монаси из манастира Светог Августина у Кантербурију, били близу Кента, највјероватније су они извезли платно.
Није чудно што је поријекло овог платна предмет шпекулација и контроверзи, узевши у обзир да је у питању француско национално благо, које је изворна англо-саксонска умјетност!

### Новија историја
Платно је поново пронађено крајем 17. вијека у Бајеу. Током француске револуције, борци за Републику, су намјеравали овим платном прекрити кола са оружјем и муницијом, али је срећом адвокат, који је схватао вриједност овог дјела, замијенио га са другим платном. 1803, Наполеон платно, преноси у Париз, како би му послужило као инспирација за инвазију на Енглеску. Када је инвазија отказана, платно је враћено у Баје. Други свјетски рат, платно је провело у подруму Лувра.

## Прича на платну
Платно прича причу норманске инвазије на Енглеску. На једној страни, Енглеску су бранили Англо-Саксонци, које је предводио Харолд II Енглески, а на другој су били Нормани (потомци Викинга у данашњој Француској) које је предводио Вилијам I. Вилијам је полагао право на пријесто Енглеске у складу са договором који је имао са покојним краљем Едвардом, са друге стране, Харолд II је био најутицајнији властелин у Енглеској па је занемаривши договор Едварда и Вилијама, сматрао да је пријесто његов. На самом почетку платна Едвард Исповедник тражи од Харолда да послије његове смрти оде у Нормандију и преда Енглеску Вилијаму I. Како би се разликовали на бојишту, Нормани су обријали главе, а Англо-Саксонци су имали бркове, што је приказано и на платну.
Платно даље описује да је Харолд, ипак кренуо у Нормандију, али је на мору доживио бродолом и завршио као заробљеник Ги де Понтјеа, грофа Нормандијске покрајине Понтје. Платно описује преговоре између Ги де Понтјеа и Вилијама I. Није познато да ли је Вилијам платио откуп или је убиједио свог рођака да пусти Харолда. У наставку се приказују преговори између Харолда и Вилијама у Нормандији. У сваком случају, Харолд је био у неповољнијем положају (између осталог, његов брат и братић су били Вилијамови таоци) и највјероватније се на неки начин повиновао Вилијамовој вољи и обећа да ће га признати као краља. Харолд и његов братић су пуштени да иду у Енглеску, а Харолдовог брата Вулфнота, Вилијам је оставио у заточеништву из очигледних разлога, док Харолд не испуни обећање.
Платно приказује и Едварда на смртној постељи, а изнад умирућег краља стоје ријечи: Теби повјеравам сигурност моје супруге и моје државе! Ако је један од околних ликова на овој сцени био Харолд (иако се то са сигурношћу не може тврдити), онда је јасно зашто је Харолд одбио да преда енглеску круну Вилијаму. Платно такође приказује и Едвардову сахрану у Вестминстерској опатији.

## Галерија
- Харолдове трупе бјеже са бојишта
- Пловидба ка Хастингсу